# دهستان کوشک (بافق)
دهستان کوشک نام دهستانی در بخش مرکزی شهرستان بافق، استان یزد در ایران است. براساس سرشماری مرکز آمار ایران در سال ۱۳۸۵، جمعیت آن ۵۵۳ نفر (۱۸۴ خانوار) بوده‌است.